# Parvoviridae
Classe
Ordre
Famille
La famille des Parvoviridae, virus découverts dans les années 1960, appartient au Groupe II (virus à ADN à simple hélice). C’est la seule famille de l’ordre des Piccovirales et de la classe des Quintoviricetes. Cette famille comprend le plus petit virus connu et certains qui comptent parmi les plus résistants dans l'environnement. Ils affectent des vertébrés, mais aussi des insectes. 
Les Parvoviridae ont un génome consistant en un ADN simple brin protégé par une capside en forme d'icosaèdre.
Le parvovirus B19 a été le premier découvert. Il est connu pour causer chez l'enfant un exanthème dit « mégalérythème épidémique » mais il a été associé à d'autres maladies, dont l'arthrite. C'est un virus non enveloppé (comme le virus de l'hépatite A) qui présente un risque théorique (risque « mal » maîtrisé, demandant une vigilance constante).
La Parvovirose RA - 1 a initialement été associée à la polyarthrite rhumatoïde, mais on pense maintenant que c'était par erreur, à la suite d'une contamination de laboratoire. 
Ces virus infectent des animaux (carnivores domestiques et sauvages, tels que chiens, chats, mustélidés, renards, loups, coyote, raton laveur, ours…) et l'Homme.

Ces virus semblent présents dans le monde entier. 

Les infections symptomatiques semblent plus fréquentes en fin de printemps et en début d'été.

## Virologie (genres dans les sous-familles)
Selon ICTV (14 février 2021) :
- sous-famille des Densovirinae
  - Aquambidensovirus
  - Blattambidensovirus
  - Hemiambidensovirus
  - Iteradensovirus
  - Miniambidensovirus
  - Pefuambidensovirus
  - Protoambidensovirus
  - Scindoambidensovirus
- sous-famille des Hamaparvovirinae
  - Brevihamaparvovirus
  - Chaphamaparvovirus
  - Hepanhamaparvovirus
  - Ichthamaparvovirus
  - Penstylhamaparvovirus
- sous-famille des Parvovirinae
  - Amdoparvovirus
  - Artiparvovirus
  - Aveparvovirus
  - Bocaparvovirus
  - Copiparvovirus
  - Dependoparvovirus
  - Erythroparvovirus
  - Loriparvovirus
  - Protoparvovirus
  - Tetraparvovirus

## Transmission, cycle de vie
L'ingestion de particules virales issues d'excréments d'un animal infecté semble être la cause d'infection la plus commune, plutôt que par contact direct avec un animal.
Les parvoviroses sont résistantes (au froid notamment) et survivent plusieurs mois (voire plus d'un an) dans les milieux frais et humides et à l'abri de la lumière.

Des cas documentés montrent que les oiseaux, rats, mouches et des objets inanimés (fomites) ont été impliqués dans la transmission de Parvovirus.
Chez l'animal âgé de plus de 4 semaines :
- Après avoir pénétré l'organisme, le virus commence sa réplication dans les tissus lymphoïdes.
- Il se répand dans l'organisme via les vaisseaux sanguins et lymphatiques.
- Il cible des cellules se divisant rapidement dans l'organisme, dont celles des parois intestinales.
- Il endommage les parois intestinales (les cellules ne peuvent plus s'y régénérer). Des tissus fluides et du sang sont perdus dans l'intestin, entraînant une diarrhée contenant souvent du sang et des muqueuses.
- Cette perte de liquide entraîne une déshydratation, et une éventuelle intoxication de l'organisme à partir de toxines normalement contenues dans l'intestin.
- Les animaux qui survivent à cette phase initiale peuvent espérer une guérison complète (régénération des cellules).

Chez l'animal âgé de moins de 4 semaines :
- L'intestin ne semble pas infecté, mais ce sont le cœur ou le cerveau qui sont infectés (respectivement observé chez des chatons et des chiots).
- L'immunité peut être transmise de la mère à sa progéniture (observé chez le chien).
- Après exposition au virus, l'animal survivant conserve une immunité naturelle qui semble persister toute sa vie.
- Les parvoviroses ne semblent pas avoir d'effets majeurs sur la dynamique de population de la faune sauvage, sauf dans les petites populations isolées vivant dans des milieux touchés par la fragmentation écologique ou réellement insularisés (îles).

## Indices et symptômes
- 4 à 5 jours après l'exposition, les animaux infectés donnent des signes de pâleur (anémie due à la perte de sang), de déshydratation, dépression ou fatigue et manque d'appétit. Ce stade est suivi de fièvre, vomissements et de diarrhées aqueuses, pâteuses ou à consistance de gruau, nauséabondes et contenant souvent du sang et des muqueuses.
- Les animaux qui remangent dans les 3-4 jours après l'infection survivent habituellement. La plupart des animaux qui meurent de l'infection le font dans les 4-5 jours. Mais ils peuvent continuer à excréter le virus durant 15 jours au maximum.

## Viandes comestibles?
- La viande de carnivores infectés (chien, chat, coyote…) n'est généralement pas consommée (avec des exceptions dans certains pays).
- Si un animal est suspecté d'être infecté par le parvovirus, il convient de veiller à éliminer ses intestins (où des particules infectieuses peuvent encore être présentes et contaminer l'environnement local).
- Les zones contaminées par des matières fécales pouvant contenir des parvovirus doivent être désinfectées (eau de Javel).

## Les maladies

### Maladies animales
Elles sont appelées
- parvovirose canine, parvovirose porcine et autres parvoviroses (canards, renards, ratons-laveurs)
- virus minute des chiens (MVC),
- typhus félin.

### Maladies humaines
Les parvovirus sont soupçonnés d'avoir un rôle dans la Maladie de Minkowski-Chauffard ; ils sont la cause de la Fièvre à tiques du Colorado et de Myocardite virale.

## Diagnostic
- Les parvoviroses sont confirmées par analyse des excréments ou lors d'autopsies de l'appareil digestif.